# Ишутин, Юрий Борисович
Ю́рий Бори́сович Ишу́тин (22 июня 1959 года) — советский и казахстанский футболист, вратарь, футбольный тренер. Воспитанник павлодарского футбола.

## Достижения

### Игрок
- Чемпион Казахстана: 1997, 1998, 1999

## Национальная сборная
Дебютировал за сборную Казахстана в возрасте 37 лет и 20 дней, став самым возрастным дебютантом в истории сборной. В возрасте 38 лет 4 месяцев и 17 дней завершил карьеру в национальной команде.

## Тренерская работа
С 2003 работал тренером в петропавловском клубе «Есиль-Богатырь».
В 2008 году перешёл в павлодарский «Иртыш». В связи со сменой тренерского состава в 2014 году покинул клуб. В интервью интернет-порталу Sports.kz вратари команды, Вячеслав Котляр, Неманья Джоджо и Никита Калмыков, назвали Юрия Ишутина авторитетным специалистом в казахстанском футболе, отметив его профессиональные качества как игрока, так и тренера.